# Filialkirche St. Florian bei Helpfau

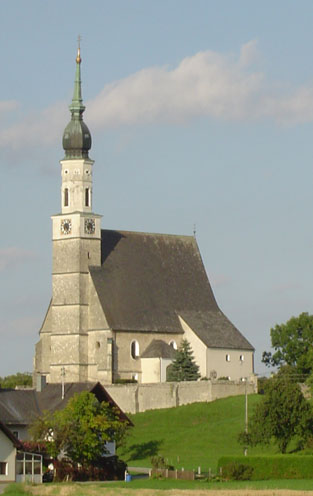
Kath. Filialkirche hl. Florian in St. Florian bei Helpfau

Die römisch-katholische Filialkirche St. Florian bei Helpfau steht im Ort St. Florian bei Helpfau in der Marktgemeinde Helpfau-Uttendorf in Oberösterreich. Die  Filialkirche hl. Florian der Pfarrkirche Helpfau gehört zum Dekanat Mattighofen in der Diözese Linz. Die Kirche und der Friedhof stehen unter Denkmalschutz.

## Geschichte
Die Kirche steht in einer befestigten Anlage mit einer Ummauerung und einer gotischen Toranlage. Eine Wallfahrt ist seit der Mitte des 14. Jahrhunderts genannt. Die gotische Hallenkirche wurde innen barockisiert. Die barocke Erweiterung des Turmes erfolgte mit Architekt Raimund Jeblinger (1885).

## Architektur
An das zweischiffige vierjochige Langhaus, je ein halbes Joch im Westen und Osten, schließt ein eingezogener zweijochiger Chor mit einem Dreiachtelschluss. An den ursprünglich gotischen Gewölben wurden die Rippen entfernt und erhielt reichen Stuck von Johann Michael Vierthaler (um 1720). Die gleichzeitigen Fresken wurden bei einer Restaurierung verdorben. Es gibt Rundsäulen und barocke Fenster. Die vierachsige zweimal gebrochene Westempore mit Kielbogen hat ein Sternrippengewölbe. Der schlanke gotische halb eingestellte Westturm erhielt eine barocke achtseitige Glockenstube und trägt einen Zwiebelhelm mit einer Spitze aus dem Jahre 1885. Das Sakristeitor hat eine reich geschnitzte Tür aus dem Anfang des 18. Jahrhunderts.

## Ausstattung
Der prachtvolle Hochaltar mit reichem dekorativem und figuralem Schmuck von einem unbekannten Meister, Notname Meister von St. Florian bei Helpfau, hat an der Rückfront die Signatur I P M 1672, welcher im Stil zwischen den Bildhauerfamilie Zürn und Thomas Schwanthaler steht. Der Aufbau entstand in einer Werkstatt in Mattighofen, vergleiche dazu die Filialkirche Aschau (Feldkirchen), die Pfarrkirche Eggelsberg und die Pfarrkirche Erlach in Simbach am Inn in Niederbayern. Neben dem Hochaltar ist ein leuchtertragender Marmorengel aus dem 18. Jahrhundert. Die Chor- und Kirchenstühle entstand um 1730.
Die Seitenaltäre entstand nach 1670, die Gemälde malte Tobias Schinagl aus Burghausen (1677).
Die Orgel aus dem dritten Viertel des 17. Jahrhunderts zeigt Flügelgemälde aus der Bauzeit. Es gibt einen Glockenzug um 1700.